# Doto amyra
Doto amyra is een slakkensoort uit de familie van de Dotidae. De wetenschappelijke naam van de soort is voor het eerst geldig gepubliceerd in 1961 door Er. Marcus.